# Список наград и номинаций фильма «Однажды в Ирландии»
«Однажды в Ирландии» (англ. The Guard) — ирландская чёрная трагикомедия. Режиссёром и автором сценария выступил Джон Майкл Макдонах. Главные роли исполнили Брендан Глисон и Дон Чидл.
Фильм повествует о вульгарном ирландском полицейском и американском агенте ФБР, разоблачающих коррупцию в полиции во время расследования. 7 июля 2011 года фильм вышел в широкий прокат в Ирландии.
Фильм и исполнители главных ролей получили множество наград. Всего, по данным IMDb, фильм был номинирован на 46 номинаций, из которых он выиграл 19 наград.

## Награды и номинации
| Награда                                                       | Дата церемонии     | Категория                                                                                   | Номинанты и получатели                                    | Результат | И.     |
| ------------------------------------------------------------- | ------------------ | ------------------------------------------------------------------------------------------- | --------------------------------------------------------- | --------- | ------ |
| Премия Австралийской ассоциации кинокритиков                  | январь 2012        | Лучший зарубежный фильм (на английском языке)                                               | Однажды в Ирландии                                        | Номинация | [ 1 ]  |
| Берлинский кинофестиваль                                      | 10—20 февраля 2011 | Специальное упоминание за лучший дебютный фильм                                             | Однажды в Ирландии                                        | Победа    | [ 2 ]  |
| Премия британского независимого кино                          | 2011               | Лучший актёр британского независимого фильма                                                | Брендан Глисон                                            | Номинация | [ 3 ]  |
| Премия британского независимого кино                          | 2011               | Лучший сценарий                                                                             | Джон Майкл Макдонах                                       | Номинация | [ 3 ]  |
| Премия британского независимого кино                          | 2011               | Приз Дугласа Хикокса за лучший режиссёрский дебют                                           | Джон Майкл Макдонах                                       | Номинация | [ 3 ]  |
| Премия британского кино Evening Standard                      | 2011               | Премия имени Питера Селлерса за комедию                                                     | Однажды в Ирландии                                        | Победа    | [ 4 ]  |
| Премия британского кино Evening Standard                      | 2011               | Лучший актёр                                                                                | Брендан Глисон                                            | Победа    | [ 4 ]  |
| Премия британского кино Evening Standard                      | 2011               | Лучший сценарий                                                                             | Джон Майкл Макдонах                                       | Победа    | [ 4 ]  |
| Золотой глобус                                                | 15 января 2012     | Лучшая мужская роль — комедия или мюзикл                                                    | Брендан Глисон                                            | Номинация | [ 5 ]  |
| Премия Лондонского кружка кинокритиков                        | 19 января 2011     | Лучший фильм года                                                                           | Однажды в Ирландии                                        | Номинация | [ 6 ]  |
| Премия Лондонского кружка кинокритиков                        | 19 января 2011     | Прорыв британского кинорежиссёра                                                            | Джон Майкл Макдонах                                       | Номинация | [ 6 ]  |
| Премия Лондонского кружка кинокритиков                        | 19 января 2011     | Британский актёр года                                                                       | Брендан Глисон                                            | Номинация | [ 6 ]  |
| Премия Общества кинокритиков Сан-Диего                        | 14 декабря 2011    | Лучший актёр                                                                                | Брендан Глисон                                            | Номинация | [ 7 ]  |
| Сандэнс                                                       | 2011               | Гран-при жюри в категории «мировое кино — драма»                                            | Однажды в Ирландии                                        | Номинация | [ 8 ]  |
| Спутник                                                       | 2011               | Лучшая режиссёрская работа                                                                  | Джон Майкл Макдонах                                       | Номинация | [ 9 ]  |
| Спутник                                                       | 2011               | Лучшая мужская роль в кинофильме                                                            | Брендан Глисон                                            | Номинация | [ 9 ]  |
| Спутник                                                       | 2011               | Лучший оригинальный сценарий                                                                | Джон Майкл Макдонах                                       | Номинация | [ 9 ]  |
| Спутник                                                       | 2011               | Лучший монтаж                                                                               | Крис Джилл                                                | Победа    | [ 9 ]  |
| Кинофестиваль в Сараево                                       | 2011               | приз зрительских симпатий за лучший полнометражный фильм                                    | Однажды в Ирландии                                        | Победа    | [ 10 ] |
| Международный кинофестиваль в Вальядолиде                     | 22—29 октября 2011 | Лучший актёр                                                                                | Брендан Глисон                                            | Победа    | [ 11 ] |
| Фестиваль британского кино в Динаре                           | 2011               | Приз зрительских симпатий                                                                   | Джон Майкл Макдонах Reprisal Films                        | Победа    | [ 12 ] |
| Фестиваль британского кино в Динаре                           | 2011               | Coup de Coeur                                                                               | Джон Майкл Макдонах Reprisal Films                        | Победа    | [ 12 ] |
| Фестиваль британского кино в Динаре                           | 2011               | Премия Kodak за лучшую операторскую работу                                                  | Ларри Смит Reprisal Films                                 | Победа    | [ 12 ] |
| Фестиваль британского кино в Динаре                           | 2011               | «Серебряный Хичкок»                                                                         | Однажды в Ирландии                                        | Победа    | [ 12 ] |
| Artios Awards Американского общества специалистов по кастингу | 2012               | Выдающееся достижение в кастинге — полнометражный фильм — студийная или независимая комедия | Джина Джей                                                | Номинация | [ 13 ] |
| BAFTA                                                         | 12 февраля 2012    | Лучший оригинальный сценарий                                                                | Джон Майкл Макдонах                                       | Номинация | [ 14 ] |
| Премия BET                                                    | 2012               | Лучший актёр                                                                                | Дон Чидл                                                  | Номинация | [ 15 ] |
| Премия Black Reel                                             | 2012               | Лучшая мужская роль второго плана                                                           | Дон Чидл                                                  | Победа    | [ 16 ] |
| Премия Chlotrudis                                             | 2012               | Лучший оригинальный сценарий                                                                | Джон Майкл Макдонах                                       | Номинация | [ 17 ] |
| Crime Thriller Award                                          | 2012               | The Film Dagger                                                                             | Однажды в Ирландии                                        | Номинация | [ 18 ] |
| IFTA Film & Drama Awards                                      | 11 февраля 2012    | Лучший фильм                                                                                | Крис Кларк, Флора Фернандес-Маренго, Эд Гвини и Эндрю Лоу | Победа    | [ 19 ] |
| IFTA Film & Drama Awards                                      | 11 февраля 2012    | Лучший режиссёр — фильм                                                                     | Джон Майкл Макдонах                                       | Победа    | [ 19 ] |
| IFTA Film & Drama Awards                                      | 11 февраля 2012    | Лучший сценарий фильма                                                                      | Джон Майкл Макдонах                                       | Победа    | [ 19 ] |
| IFTA Film & Drama Awards                                      | 11 февраля 2012    | Лучшая актриса второго плана — фильм                                                        | Фионнула Флэнаган                                         | Победа    | [ 19 ] |
| IFTA Film & Drama Awards                                      | 11 февраля 2012    | Лучший актёр — фильм                                                                        | Брендан Глисон                                            | Победа    | [ 19 ] |
| IFTA Film & Drama Awards                                      | 11 февраля 2012    | Лучший актёр второго плана — фильм                                                          | Лиам Каннингем                                            | Номинация | [ 19 ] |
| IFTA Film & Drama Awards                                      | 11 февраля 2012    | Лучший международный актер                                                                  | Дон Чидл                                                  | Номинация | [ 19 ] |
| IFTA Film & Drama Awards                                      | 11 февраля 2012    | Лучшая работа художника-постановщика (фильм/телевизионная драма)                            | Джон Пол Келли                                            | Номинация | [ 19 ] |
| IFTA Film & Drama Awards                                      | 11 февраля 2012    | Лучший звук (фильм/телевизионная драма)                                                     | Роберт Флэнаган, Мишель Каннифф и Ниалл Брейди            | Номинация | [ 19 ] |
| Премия NAACP Image                                            | 17 февраля 2012    | Лучшая мужская роль в кинофильме                                                            | Дон Чидл                                                  | Номинация | [ 20 ] |